# Kubaspindalia
Kubaspindalia (Spindalis zena) är en av fyra västindiska fågelarter i den nybildade familjen spindalior inom ordningen tättingar, alla tidigare med hemvist bland tangarorna.

## Utseende
Kubaspindalian är en 15 centimeter lång fågel med en vikt på 21 gram. Hanen är färgglatt mönstrad med ett svartvit horisontellt strimmig huvud och kontrasterande orange strupe, bröst och nacke. Resten av vuken är ljusgrå. Det finns två färgvarianter, i norr generellt med grön rygg, i söder generellt med svart. Honan har liknande men mer utvattnad teckning på huvudet, med olivgrå ovansida, gråbrun undersida och en orange anstryckning på bröst, övergump och axlar.

## Utbredning och systematik
Kubaspindalia delas in i fem underarter med följande utbredning:
- Spindalis zena zena – förekommer i centrala Bahamas
- Spindalis zena townsendi – förekommer på stora Bahamasön, de Abacos och Green Turtle Cay
- Spindalis zena pretrei – förekommer på Kuba, Isla de la Juventud och angränsande cays
- Spindalis zena salvini – förekommer på stora Caymanön
- Spindalis zena benedicti – förekommer på ön Cozumel (utanför Yucatáns kust i sydöstra Mexiko)

Arten är en sällsynt besökare i sydligaste Florida där den även häckade 2009 (underarten zena).

### Familjetillhörighet
Fram tills nyligen placerades arterna i släktet Spindalis i familjen tangaror (Thraupidae). DNA-studier visar dock de utgör en egen utvecklingslinje nära släkt tillsammans med likaledes karibiska och tidigare tangarorna i Nesospingus, Phaenicophilus och troligen Calyptophilus, men även Microligea palustris och Xenoligea montana, två arter som tidigare ansetts vara skogssångare. Denna grupp står närmare skogssångare och trupialer än tangaror. Inom gruppen är de olika utvecklingslinjerna relativt gamla, där Spindalis skilde sig från närmaste släktingen Nesospingus för nio miljoner år sedan. Det gör att spindaliorna numera ofta lyfts ut i en egen familj, Spindalidae. Andra behandlar hela gruppen som en enda familj, Phaenicophilidae.

## Levnadssätt
Fågelns naturliga habitat är subtropiska eller tropiska fuktiga låglänta eller bergsbelägna skogar, men ses även i ungskog. Underarten zena påträffas i tallskog.

## Status och hot
Arten har ett stort utbredningsområde och en stor population med stabil utveckling. Den tros inte heller vara utsatt för något substantiellt hot. Utifrån dessa kriterier kategoriserar internationella naturvårdsunionen IUCN arten som livskraftig (LC). Beståndet uppskattas till 200 000 vuxna individer.

## Bilder

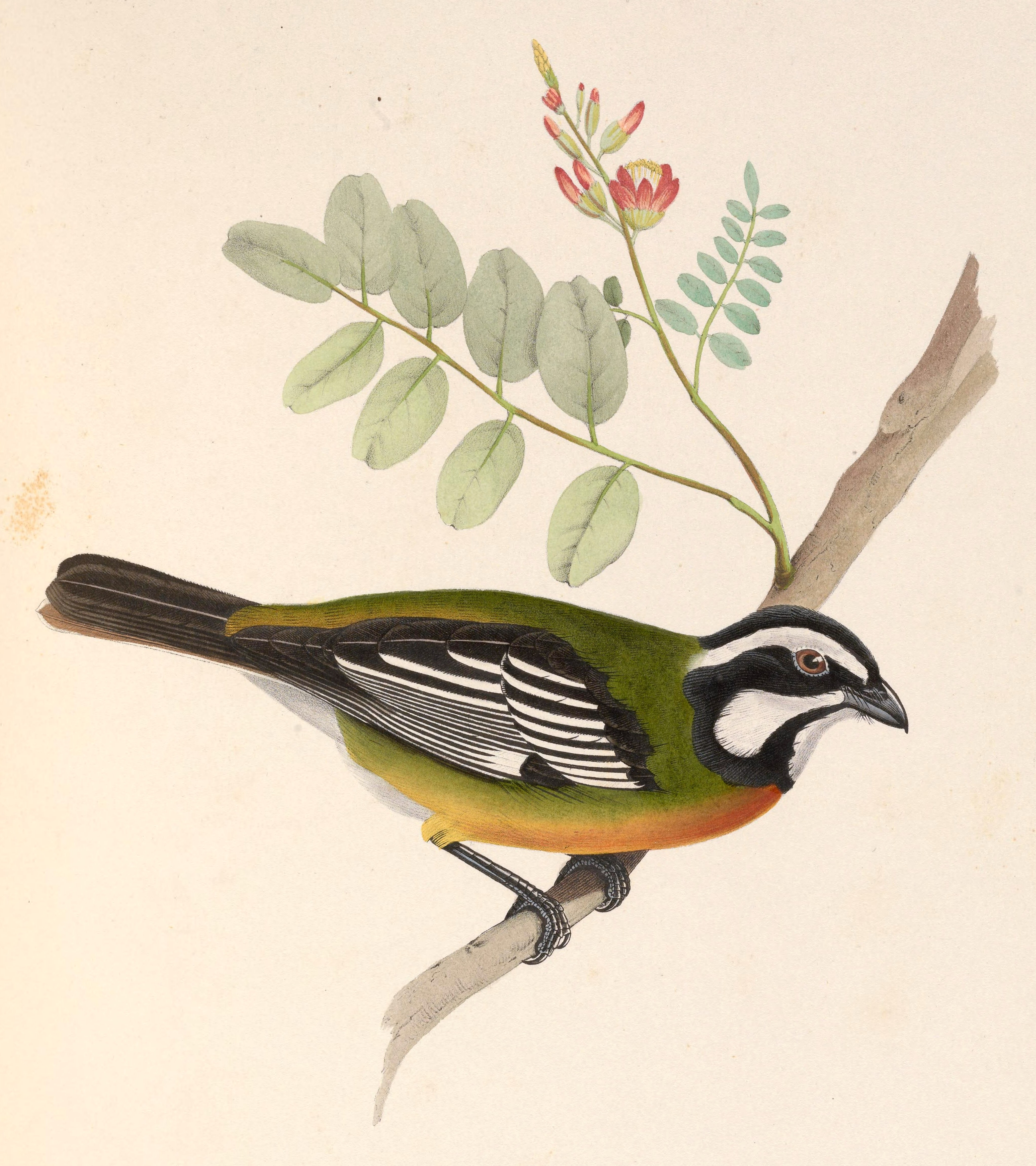
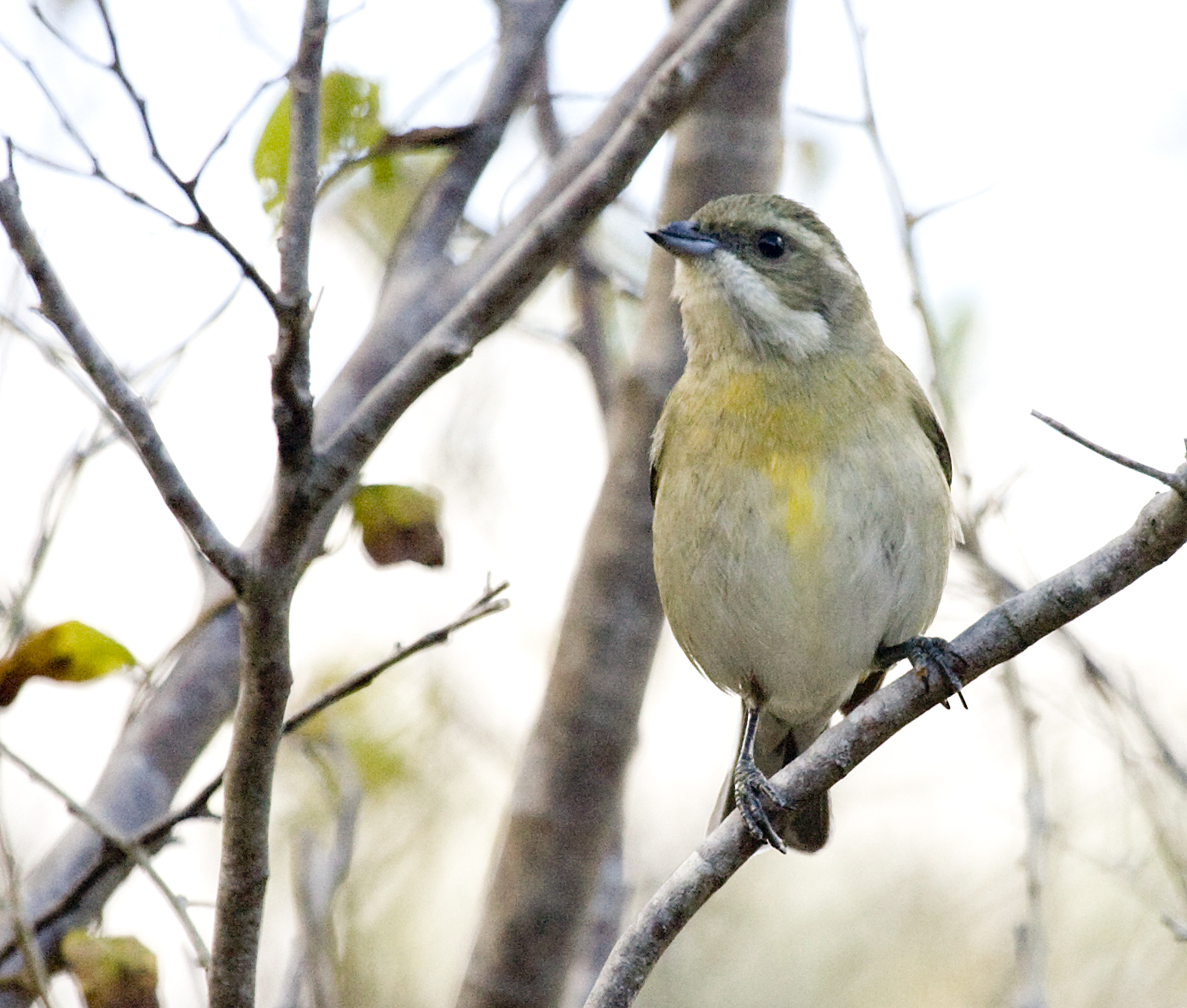
Hona